# Râul Lot
Lot (occitană Òlt sau Òut) este un râu în partea sud a Franței. Este un afluent al râului Garonne. Izvorăște din departamentul Lozère lânga localitatea Cubières în Masivul Central. Are o lungime de 481 km, un debit mediu de 155 m³/s și un bazin colector de 11.254 km². Se varsă în Garonne la Aiguillon, Lot-et-Garonne.